# Pierre Grimal
Pierre Grimal (Paris, 21 de novembro de 1912 - íd. 11 de outubro de 1996), foi um historiador e  latinista francês apaixonado pela civilização romana, que promoveu a herança cultural da  Roma Antiga, tanto junto de especialistas como do grande público. 
Recebeu o Prêmio Gobert em 1987

## Biografia
Admitido na École Normale Supérieure em 1933, foi membro da  Escola Francesa de Roma (1935-1937). Mais tarde, foi professor de Latim no Liceu de Rennes. Foi professor de Língua e Civilização Romana nas faculdades de Caen, Bordéus e na Universidade de Sorbonne, onde lecionou durante 30 anos.
Publicou estudos sobre a civilização e mitologia romana. Traduziu autores clássicos como  Cícero, Séneca, Tácito, Plauto e Terêncio. Depois da sua aposentadoria, publicou biografias e ficções históricas romanceadas como Mémoires d’Agrippine (Memórias de Agripina) e Le procès Néron' (O processo Nero), destinadas ao grande público. 
Foi membro da Sociedade Francesa de Arqueologia Clássica e da Sociedade Francesa de Egiptologia, além das Academias de História de diversos países.

## Obras
São referidos os títulos e edições originais das principais obras de Grimal:
- Dictionnaire de la mythologie grecque et romaine, publié aux PUF, 1951, 5e réédition en 1976
- Romans grecs et latins, Bibliothèque de la Pléiade, 1958
- Le siècle des Scipions, Rome et l’Hellénisme au temps des guerres puniques, Aubier, 2e édition 1975
- La littérature latine, PUF Que sais-je n° 376, 1965
- La mythologie grecque, PUF Que sais-je n° 582, 9e édition en 1978
- L’art des jardins, PUF Que sais-je n° 618, 3e édition 1974
- Les villes romaines, PUF Que sais-je n° 657, première édition 1954, 7e réédition en 1990, (traduzido em Portugal, como "As cidades romanas", em 2003, pelas Edições 70
- Le siècle d’Auguste, PUF Que sais-je n° 676, 1965
- Dans les pas des césars, Hachette, 1955
- Horace, Editions du Seuil, 1955
- La civilisation romaine, Arthaud, 4e édition en 1970
- Italie retrouvée, PUF, 1979
- Nous partons pour Rome, PUF, 3e édition 1977
- L’amour à Rome, Belles Lettres, 1979
- Mythologies, Larousse, 1964
- Histoire mondiale de la femme, Nouvelle Librairie de France, 1965
- Etude de chronologie cicéronienne, Belles Lettres, 1977
- Essai sur l’art poétique d’Horace, Paris SEDES, 1968
- Le guide de l’étudiant latiniste, PUF, 1971
- Les mémoires de T. Pomponius Atticus, Belles Lettres, 1976, ISBN 2251334025
- La guerre civile de Pétrone, dans ses rapports avec la Pharsale, Belles Lettres, 1977
- Le Lyrisme à Rome, PUF, 1978
- Sénèque, ou la conscience de l’Empire, Belles Lettres, 1978
- Le théâtre antique, PUF Que sais-je n° 1732, 1978
- Le Quercy de Pierre Grimal, Arthaud, 1978
- Sénèque, PUF Que sais-je n° 1950, 1981
- Jérôme Carcopino, un historien au service de l’humanisme (en collaboration avec Cl. Carcopino et P. Oubliac), Belles Lettres, 1981
- Rome, les siècles et les jours, Arthaud, 1982
- Virgile ou la seconde naissance de Rome, Arthaud, 1985
- Rome, la littérature et l'histoire, École française de Rome, 1986
- Cicéron, Fayard, 1986
- Les erreurs de la liberté, Belles Lettres, 1989
- Tacite, Fayard, 1990
- Marc Aurèle
- Les mémoires d’Agrippine, éditions De Fallois, 1992
- Le procès de Néron, éditions De Fallois
- Petite histoire de la mythologie et des dieux, éditions Fernand Nathan, 1954
- Rome et l’Amour, Robert Laffont, 2007, ISBN 9782221106297, compilation de nombreux textes antérieurs, articles et conférences, et la réédition de :
  - Matrona, Belles Lettres, 1985
  - L'art des jardins, , Que sais-je, 1974
  - Mémoire de T. Pomponius Atticus, Belles Lettres, 1976